# Josep Carreres
|  | No s'ha de confondre amb Josep Carreras. |

Josep Carreres (Barcelona, segle xvii - Barcelona, 17 de febrer del 1682) va ser un religiós i professor que regí la universitat de Perpinyà l'any 1644.

## Biografia
Professà a l'orde augustinià el 15 d'agost del 1629, i en va ser prior dels convents de Perpinyà (l'any 1655) i de Barcelona (21 d'abril del 1657). Ocupà els càrrecs de definidor (en dues ocasions, la primera l'any 1648), visitador i provincial (11 de maig del 1669) de l'orde a l'àmbit de la Corona d'Aragó. Fou professor de teologia (1637) i catedràtic (27 de febrer del 1640) de la universitat de Perpinyà. S'hi doctorà en teologia el 17 de maig del 1641 i el 7 de gener del 1644 va ser nomenat rector de la universitat nord-catalana; exercí aquesta responsabilitat durant l'any de mandat reglamentari.
Va ser autor de les Indulgencias de la Cofradía de la Correa, i se'n cita una relació manuscrita inèdita, De los varones ilustres del Principado de Cataluña.

## Obres
- Compendio y svmario del origen de la Correa. Milagros y grandes indulgencias, concedidas agora nueuamente por nuestro Santissimo Padre Clemente X a la cofradria de la Cinta ò Correa de nuestro padre San Agustin en su breve del año de 1675 aprobadas por el Consejo de la Santa Cruzada.  Barcelona: imprenta de Mathevat, administrada por Martin Gelabert, 1677.
- De viris illustribus Principatus Cathalonia.